# St.-Jakobs-Kirche (Brünn)

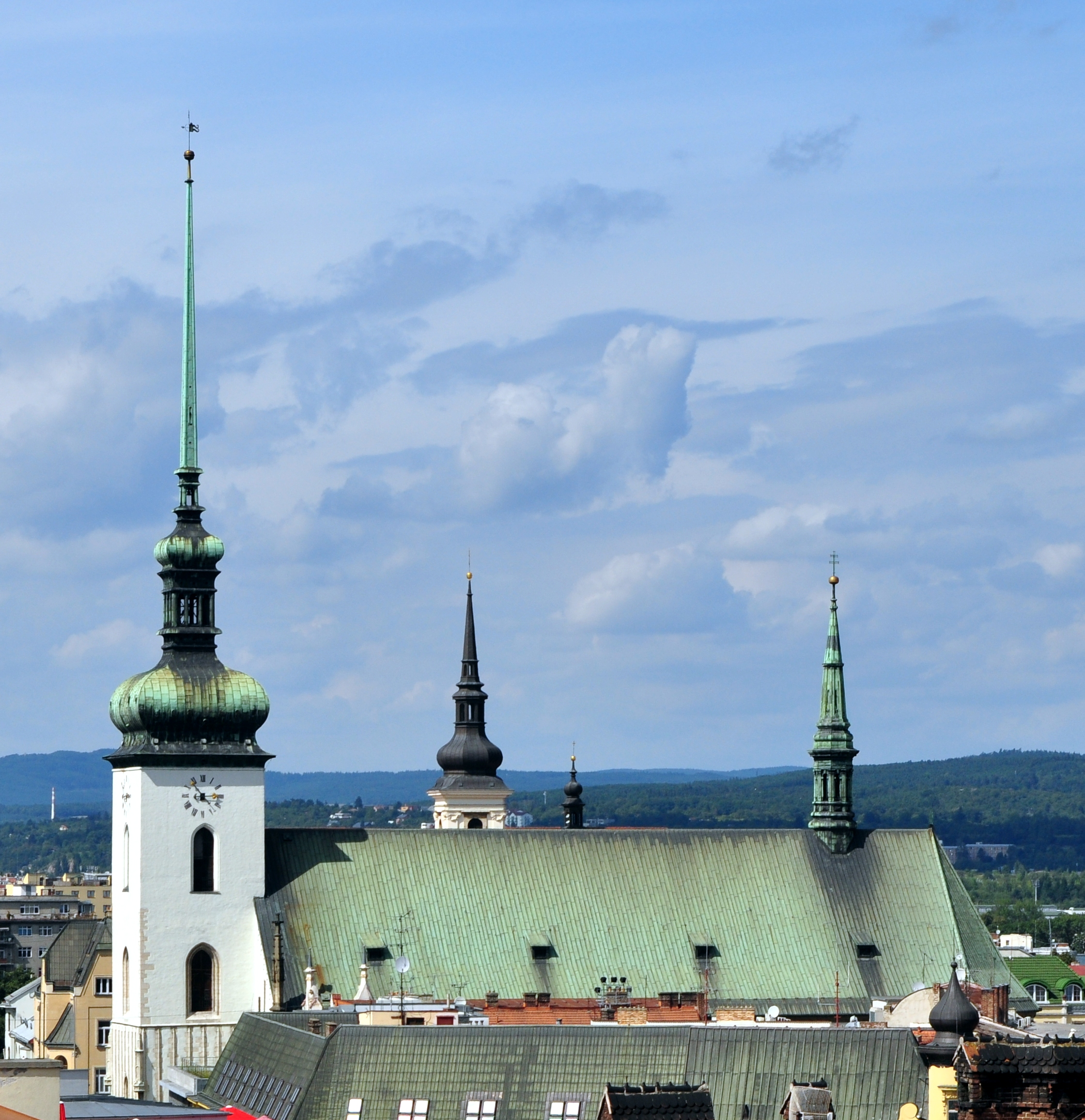
St.-Jakobs-Kirche

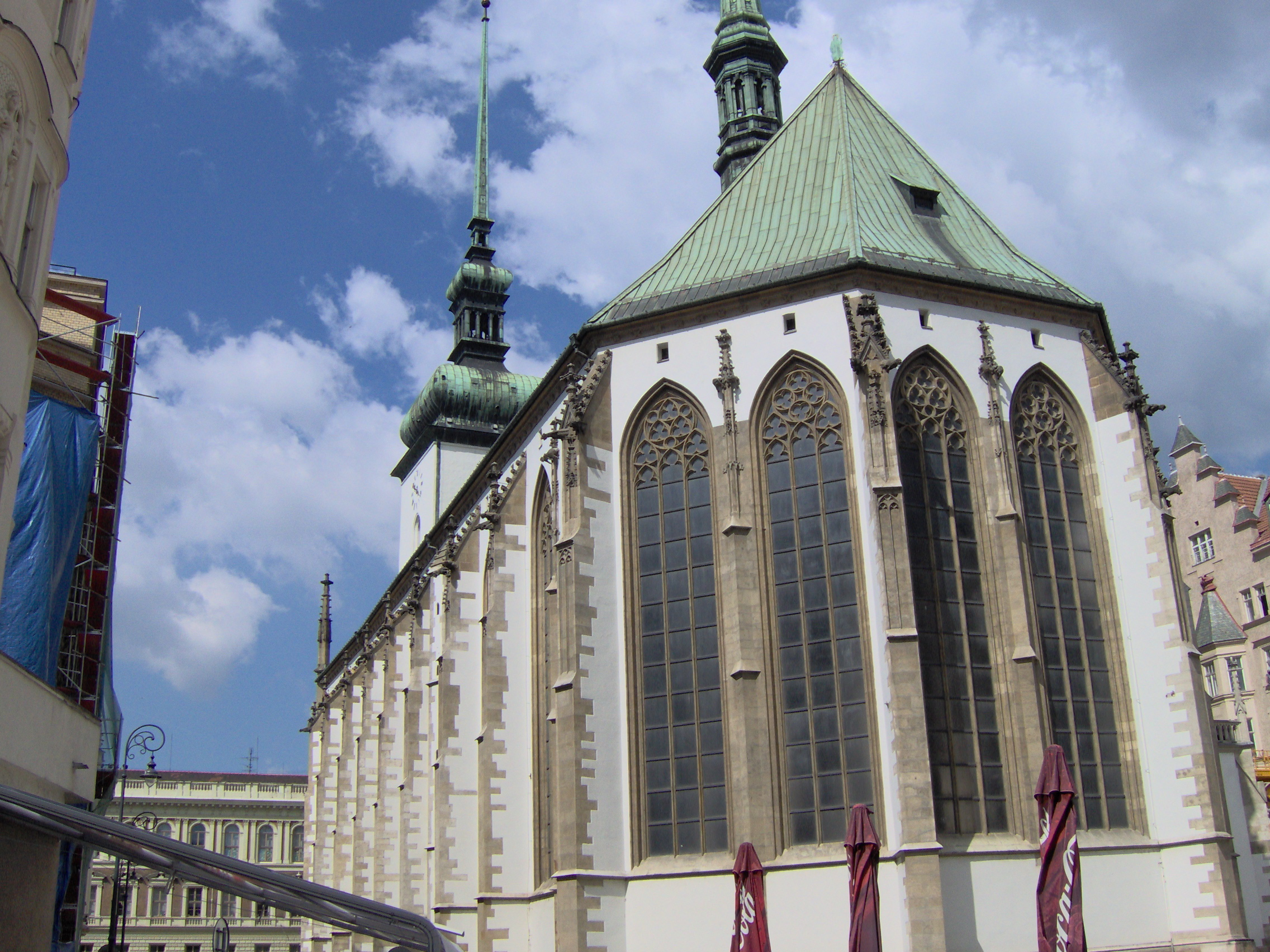
Das Langhaus von Osten

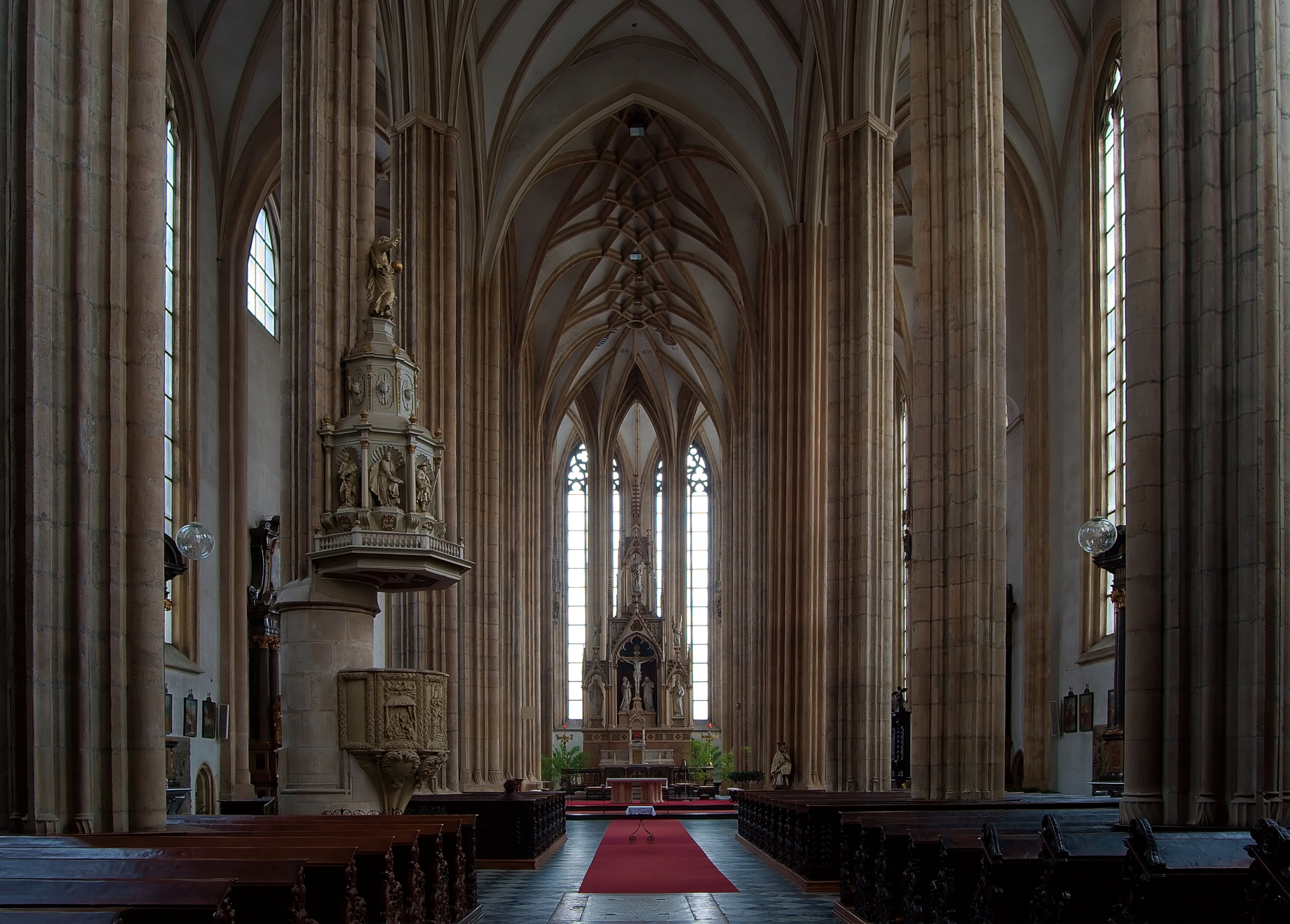
Inneres

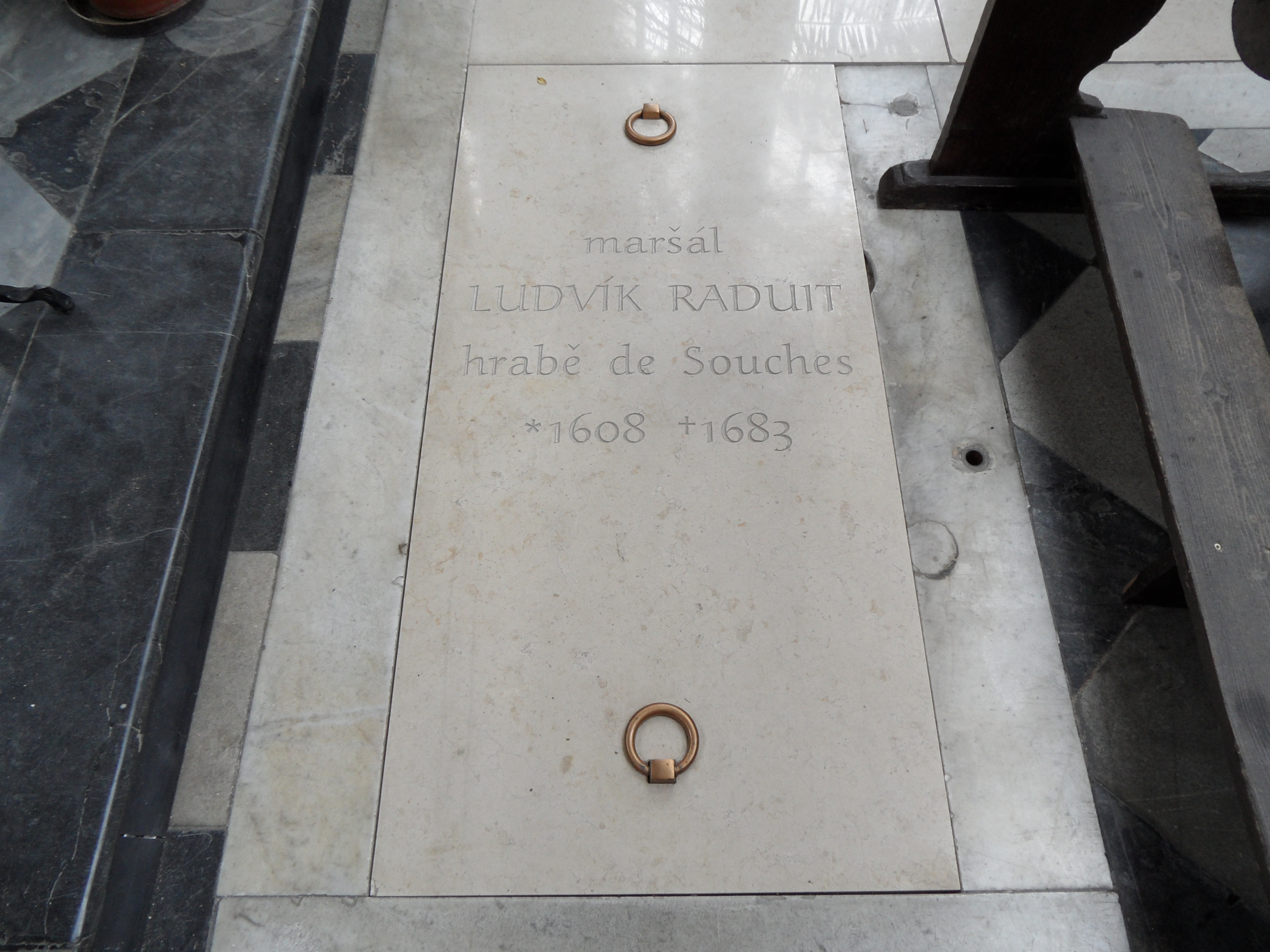
Grabstätte von Jean-Louis Raduit de Souches hinter dem Hochaltar

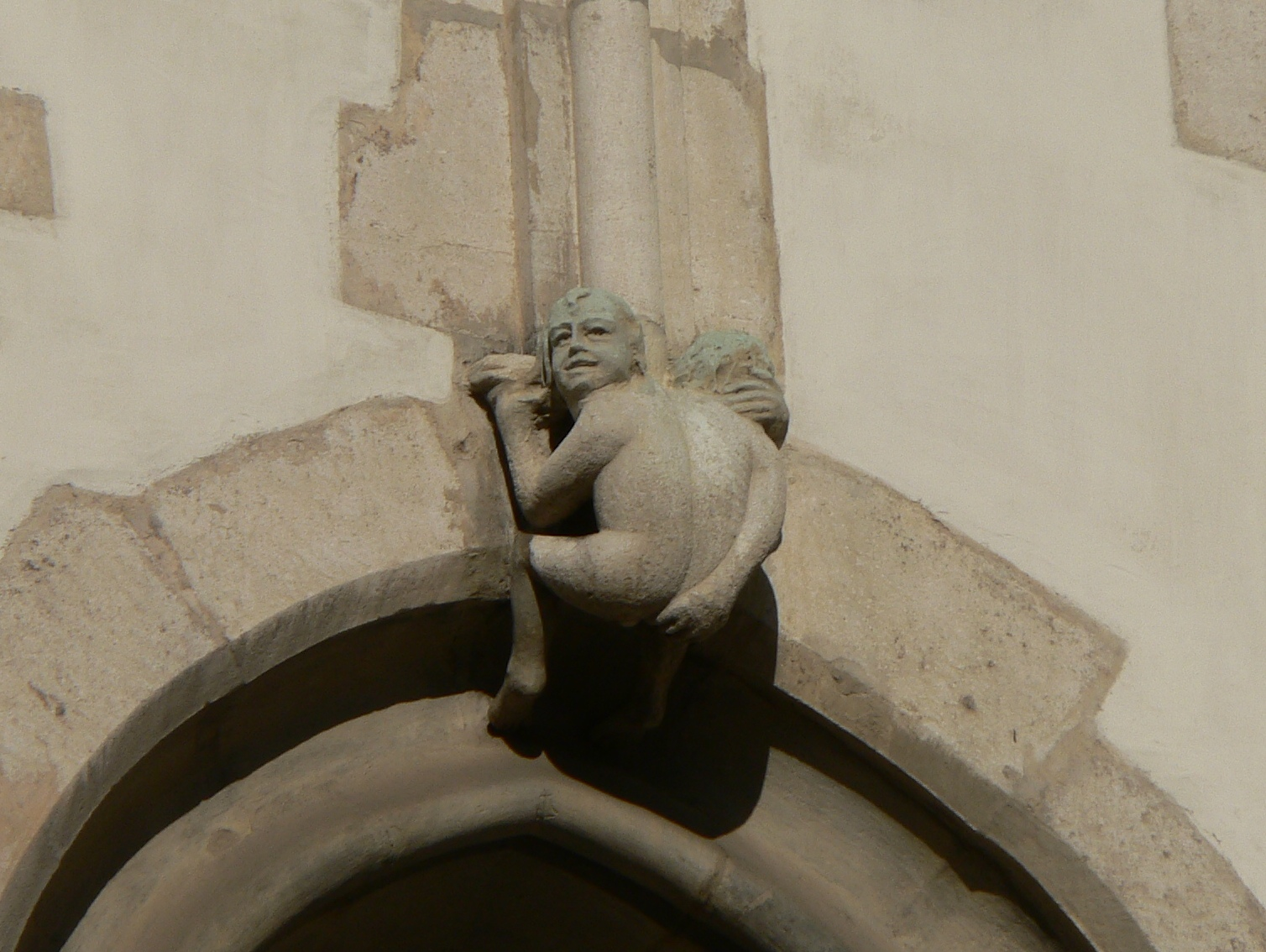
Eine Drolerie an der Südseite des Turms

Die St.-Jakobs-Kirche (Kostel sv. Jakuba) auf dem Jakobs-Platz in Brünn ist der bedeutendste spätgotische Bau in der Stadt. Die mittelalterliche Stadtkirche ist bis heute Pfarrkirche der katholischen Innenstadtgemeinde.

## Geschichte und Architektur
Die erste schriftliche Erwähnung stammt aus dem Jahre 1228. Die Anfang des 13. Jahrhunderts gebaute romanische Kirche, die vor allem Kolonisten aus Deutschland und Flandern zur Feier ihrer Gottesdienste diente, wurde in den Jahren 1510–1511 unter Beteiligung von Anton Pilgram durch einen dreischiffigen Hallenbau ersetzt und im Jahre 1592 als Stadtkirche vollendet. Die östliche Chorseite wurde noch vor dem Ausbruch der hussitischen Kriege von der Pilgram-Bauhütte mit einem Netzgewölbe überdeckt. Der Kirchturm von Antonio Gabri ragt 92 m in die Höhe und wurde im Jahr 1592 überdacht. 1750–1766 wurde das Innere der Kirche barockisiert. Zwischen 1871 und 1879 wurde das Innere nach Plänen des Wiener Architekten Heinrich von Ferstel im neugotischen Stil umgestaltet. In den 1960er Jahren erfolgten Veränderungen nach dem Vorschlag von Bohuslav Fuchs. Im Jahre 1995 wurde die Kirche zum Nationalen Kulturdenkmal erklärt.

## Ausstattung
- Neugotischer Hauptaltar
- Marmor-Altäre, 1750–1766
- Gotischer Kruzifix
- Kanzel, 1669
- Chorgestühl, um 1700
- Reliefs (Kreuzigung, Beweinung Christi), 1518
- Grabmal von Jean-Louis Raduit de Souches, des Verteidigers Brünns gegen die Schweden im Jahr 1645, errichtet von Z. Kerker, 1722
- Orgel von Jakob Ryschak aus Troppau, 1692

## Umgebung
Bis zur josephinischen Reform 1784, die aus hygienischen Gründen die Schließung aller Friedhöfe im Stadtgebiet anordnete, befand sich um die Kirche herum ein Friedhof und auch mehrere Kapellen; erst danach entstand der heutige Platz und die Kapellen wurden nach und nach abgebaut. Bei Ausgrabungen in den letzten Jahren wurde der sogenannte Goldene Brunnen, der bereits 1358 erwähnt wurde, entdeckt. Bei der Kirchenmauer entdeckte man ein unterirdisches Gebeinhaus aus der Wende vom 17. zum 18. Jahrhundert, das das zweitgrößte in Europa sein soll. Es wird geschätzt, dass dort die Gebeine von 50.000 Personen, hauptsächlich durch Pest und Cholera Verstorbene, bestattet lagen. Das Gebeinhaus wurde ausgeräumt, statisch abgesichert, die Überreste teils wieder eingelagert und teils künstlerisch aufbereitet und kann besichtigt werden.